# Fogzománc

1.Fog 2.Fogzománc 3.Dentin 4.Fogbél 17.Fogágy 18. Fogíny 22.Gyökérhártya

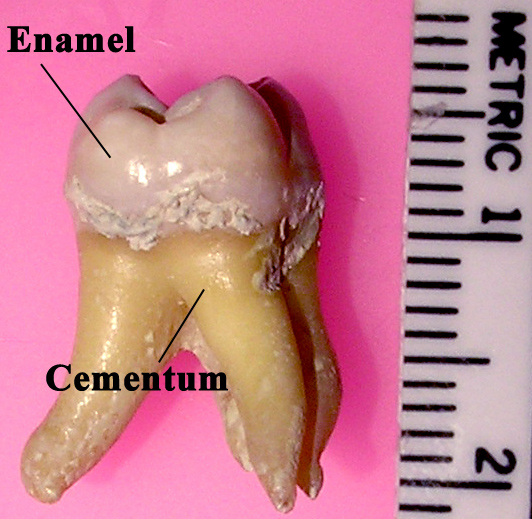
A fogzománc és a fogcement

A fogzománc (enamelum) a test leginkább mineralizált és legkeményebb anyaga. A zománc a fog négy fő részének egyike, a másik három a dentin, fogcement és a fogbél. A zománc a fog látható felszíne, amit dentin támaszt belülről. A zománc 96%-a ásványi anyag, a többi része víz és szerves anyag. Mivel a zománc áttetsző, a dentin színe nagy mértékben meghatározza a zománc színét, úgyszintén az odahelyezett fogászati anyagok (tömések) is. A zománc színe a világossárgától a szürkésfehérig bármilyen lehet. Vastagsága a fog teljes felületén változik. Általában legvastagabb a fog őrlőrészén (max 2,5 mm) és az íny felé egyre vékonyabb lesz amíg el nem ér a cement-zománc találkozási pontig.
A szervetlen anyagának a 90%-át kalcium-foszfátok alkotják, melyek legnagyobb része hidroxilapatit (Ca10(PO4)6(OH)2), kb. 3% pedig fluoroapatit. Ezenkivül még találunk karbonátokat, szilikátokat, és nyomokban különböző fémeket.
A csontoktól és a dentintől eltérően nem tartalmaz kollagént. Két, még nem egészen tisztázott funkcionalitású, specifikus fehérjét tartalmaz: amelogenin és enamelin.
A zománc keménysége változó, a Mohs-féle keménységi skálán az 5-ös keménységű apatit és a 8-as keménységű topáz között található.

## Morfológiája
A zománc morfológiai egysége az egyetlen ameloblaszt (zománcot termelő sejt) által termelt kristályköteg, a zománcprizma. Az ameloblaszt ún. Tomes-nyúlványának a vége által képzett prizmatikus állomány (centrális kristályköteg) és a nyúlvány oldalsó része által kialakított interprizmatikus állomány (oldalsó kristályköteg) eltérő lefutású kristályainak változása adja a zománc jellegzetes szerkezetét.
A kristálykötegek átlagosan 4 μm vastagok, a fog felszíne felé folyamatosan szélesednek. A zománcprizmák a dentinfelszínre merőlegesen helyezkednek el, a felszín felé enyhén hullámos lefutást mutatnak, s a fogfelszínre merőlegesen érkeznek meg. A prizmák lefutása a rágóerőkhöz való alkalmazkodásnak felel meg, a zománc teherbírását növeli.
A külső felszínén a 15-30 μm szerkezet nélküli zománcréteg mineralizáltsága majdnem teljes. Ez a réteg fokozott védelmet nyújt a fog számára. A mineralizáltsági fok a felszín felől a mélybe haladva fokozatosan csökken.
A fogászati gyakorlat szempontjából fontos a zománc ridegségének, törékenységének és a zománcprizmák lefutásának az ismerete, mivel, ahol nincs megfelelő alátámasztása (dentin vagy zománchoz kötődő által) ott terhelésre könnyen megreped és letörik.
Az érett zománc biológiai sajátosságai közül az élő sejtek teljes hiányát kell kiemelni, ezért a szerkezetében kialakuló változások csupán fizikokémiai úton jöhetnek létre. De éppen a sejtek hiánya miatt képtelen védekezési reakciók kialakítására.
Mikroszkóp alatt vizsgálva egy fogmetszetet, sötét és világos sávok váltakozását figyelhetjük meg. Ezek a fák évgyűrűihez hasonlítható, ún. Retzius-vonalak, úgy keletkeznek, hogy a Tomes-nyúlványok nem mindig egyforma minőségű zománcot képeznek. Egyes esetekben a vonalak egészen a fog felszínén is megjelenhetnek, kis egyenetlenségeket okozva. Ezek perikymata néven ismeretesek. Egy a többinél sötétebb sáv is megfigyelhető a metszeten, mely jelzi a születés előtt és születés után képzett zománc határát.

## Lásd még
- Amelogenesis imperfecta, a zománc fejlődési rendellenessége
- dentin
- cement